# Parti af Østerbro i morgenbelysning
Parti af Østerbro i morgenbelysning er et maleri af Christen Købke  fra 1836. Maleriet viser den landlige Østerbrogade omgivet af nogle  fornemme landejendomme, Rosendal og Petersborg. Nogle skovserkoner har  taget et hvil på deres vej fra fiskerlejet  Skovshoved ind til byen for  at sælge fisk; og søndagsklædte  bønder er på udflugt til København i  hestevogn, midt på vejen går nogle køer på vej til fælleden; og nogle  promenerer i skyggen langs  husene. 